# Tumba de Bibi Jawindi
La tumba de Bibi Jawindi es uno de los cinco monumentos de  Uch Sharif, Punyab, Pakistan, que figuran en la lista indicativa de los sitios del Patrimonio Mundial de la UNESCO. Datada en el siglo XV, el santuario fue construido en 1493 por un príncipe iraní, Dilshad, para Bibi Jawindi, que era la bisnieta de  Jahaniyan Jahangasht, un famoso santo sufí.

## Localización
El lugar está situado en la esquina suroeste de  Uch, una histórica ciudad fundada por Alejandro Magno, en el estado de Bahawalpr y Punyab en Pakistán. Uch, conocida localmente como Uch Sharif, es reconocido como el hogar de la «cultura del santuario» por su significación cultural y la presencia de varios monumentos y santuarios.

## Arquitectura
Considerado uno de los monumentos más ornamentados de Uch, la tumba de Bibi Jawindi es un sitio importante para los visitantes. El edificio es de planta octogonal y el alzado está compuesto en tres partes escalonadas, con la superior soportando una cúpula. El interior es circular debido a las gruesas paredes anguladas que se alzaban hasta la segunda parte. Tanto el interior como el exterior del edificio están ricamente decorados con escrituras islámicas, madera tallada y azulejos azules y blancos brillantes, conocidos como faience. La parte de la base estaba soportada originalmente por ocho torres cónicas, una en cada esquina, de la queahora se han perdido la mitad. El compuesto que encierra el santuario se conserva en sus condiciones originales de desierto y está cubierto en su mayoría con tumbas cementadas. La zona circundante está cubierta de vegetación verde debido a una red de tributarios y canales que cruzan el área.

## Propuesta de Patrimonio de la Humanidad
En enero de 2004, el Departamento de Arqueología y Museos de Pakistán incluyó el sitio en la lista tentativa de Pakistán para que fuese incluido en el Patrimonio de la Humanidad junto con otros cuatro monumentos de la región (el conjunto se llama «Tomb of Bibi Jawindi, Baha'al-Halim and Ustead and the Tomb and Mosque of Jalaluddin Bukhari»). Estos monumentos son la tumba de Baha'al-Halim, la tumba de Ustead (el arquitecto), la tumba de  Jalaluddin Bukhari, y la mezquita de Jalaluddin Bukhari. El sitio fue incluido en la  categoría cultural al considerase cumplía los criterios II, IV, y VI. El sitio todavía está (diciembre de 2016) en la lista provisional.

## Conservación

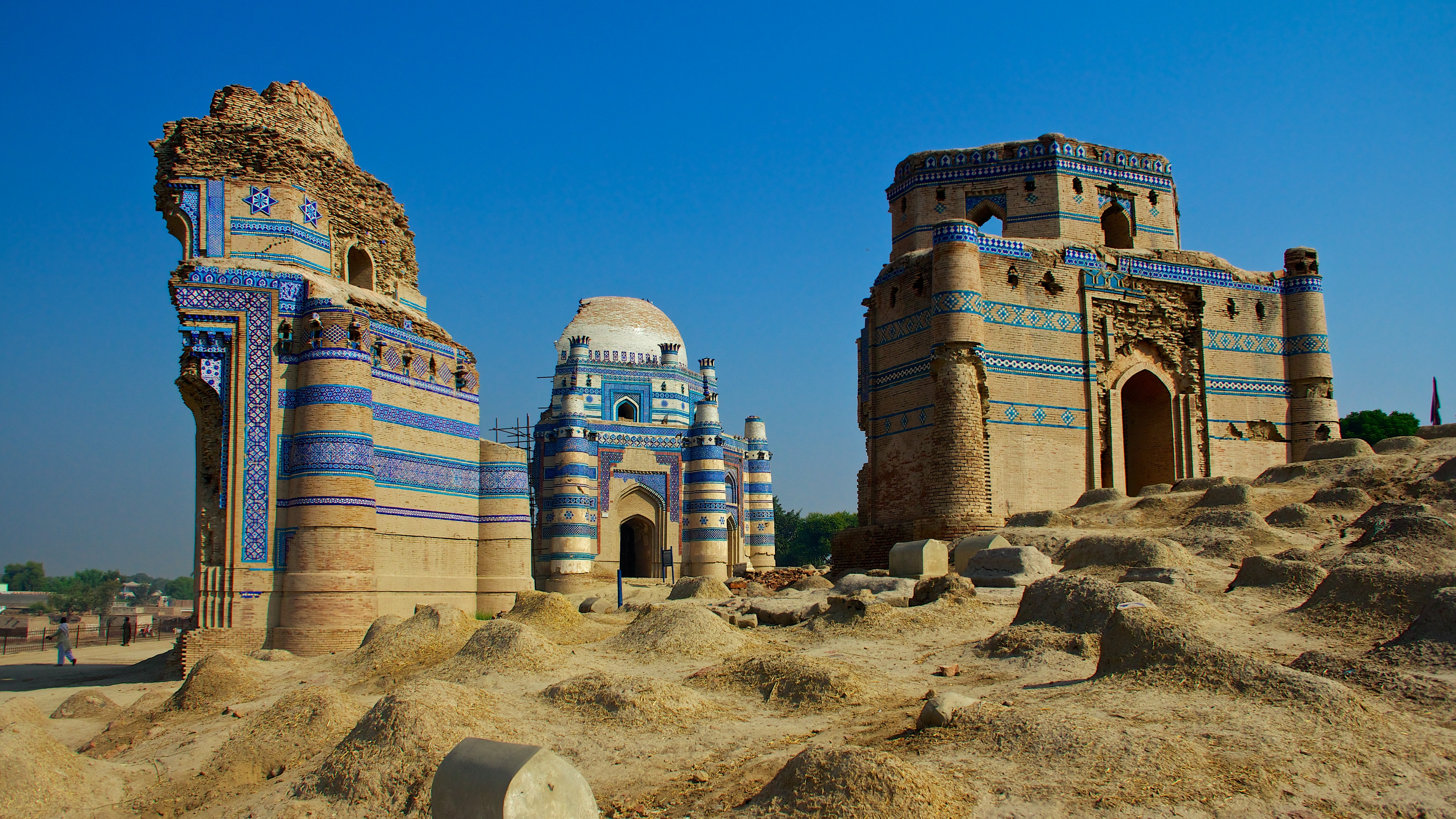
Fotografía que muestra los daños en la tumba.

A lo largo de los siglos, la tumba se ha ido desintegrado gravemente como resultado de las condiciones ambientales, y durante las inundaciones torrenciales en 1817 la mitad de la edificación fue arrastrada.  Sólo la mitad de la edificación permanece hoy. En 1999, el Centro de Conservación y Rehabilitación de Pakistán Invitó a organismos internacionales y funcionarios municipales a trabajar en la conservación del sitio. Sin embargo, debido a la humedad, a la infiltración de sales y a la erosión, el complejo de monumentos todavía sigue  desmoronándose. Los inadecuados métodos de reparación han dañado aún más el complejo. El Fondo Mundial de Monumentos colocó la estructura en su reloj en 1998, 2000 y 2002 para atraer la atención internacional y obtuvo subvenciones para conservar las tumbas.

## Galería de imágenes

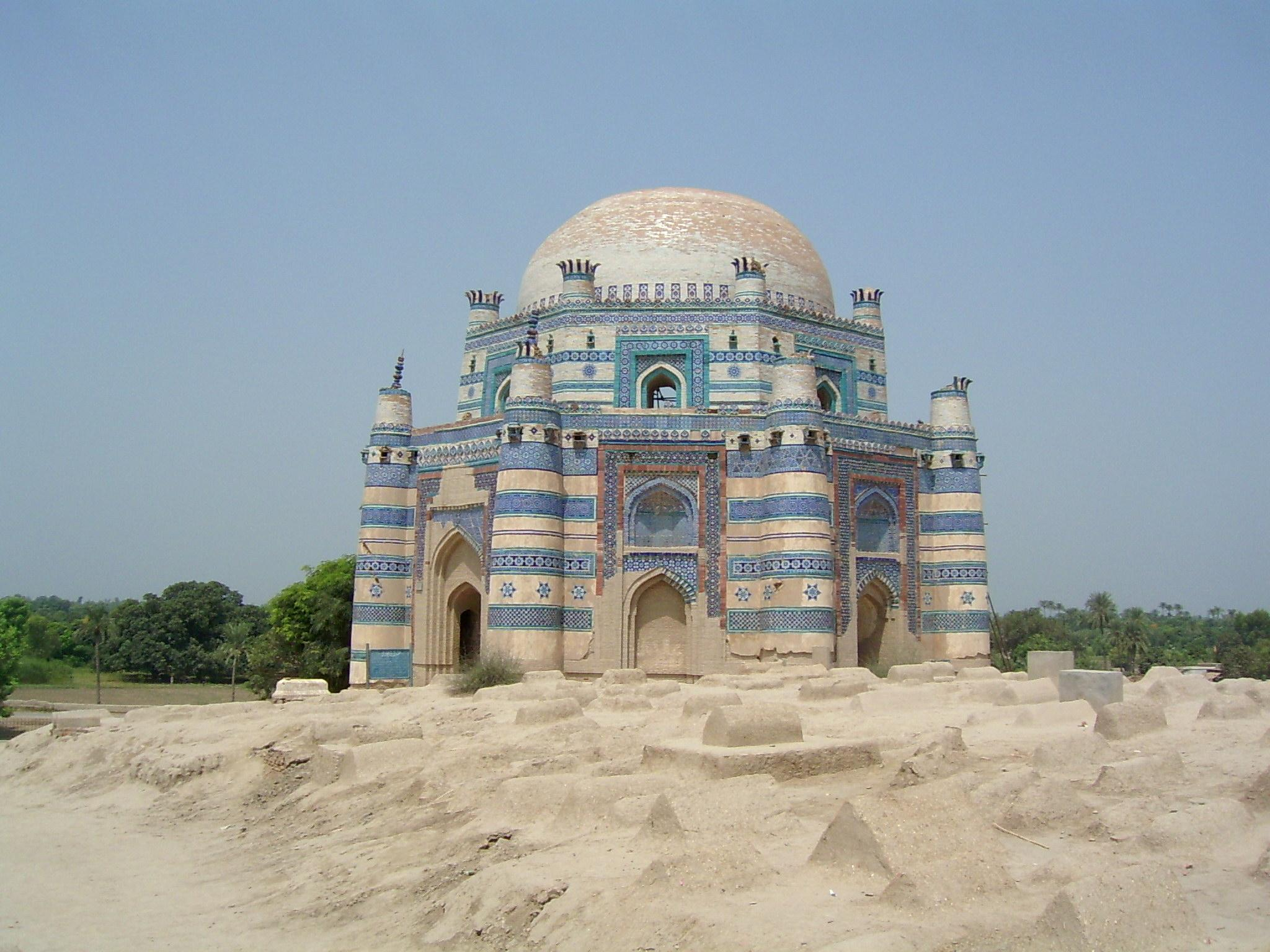
Una vista de las tumbas en el recinto del santuario con la vegetación circundante
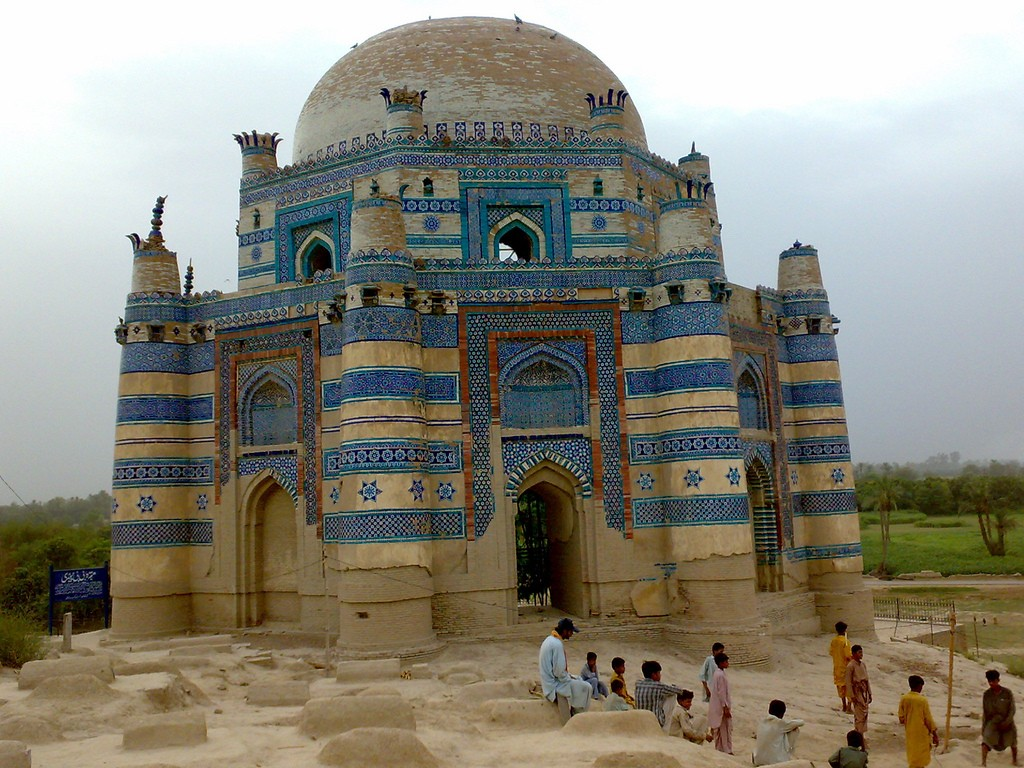
Vista de los mosaicos que decoran el mausoleo
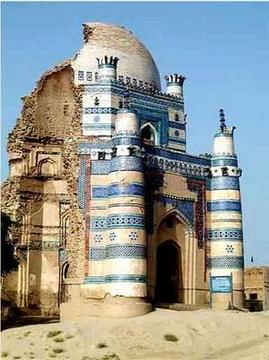
Vista lateral de la tumba que muestra sólo la mitad todavía está en pie
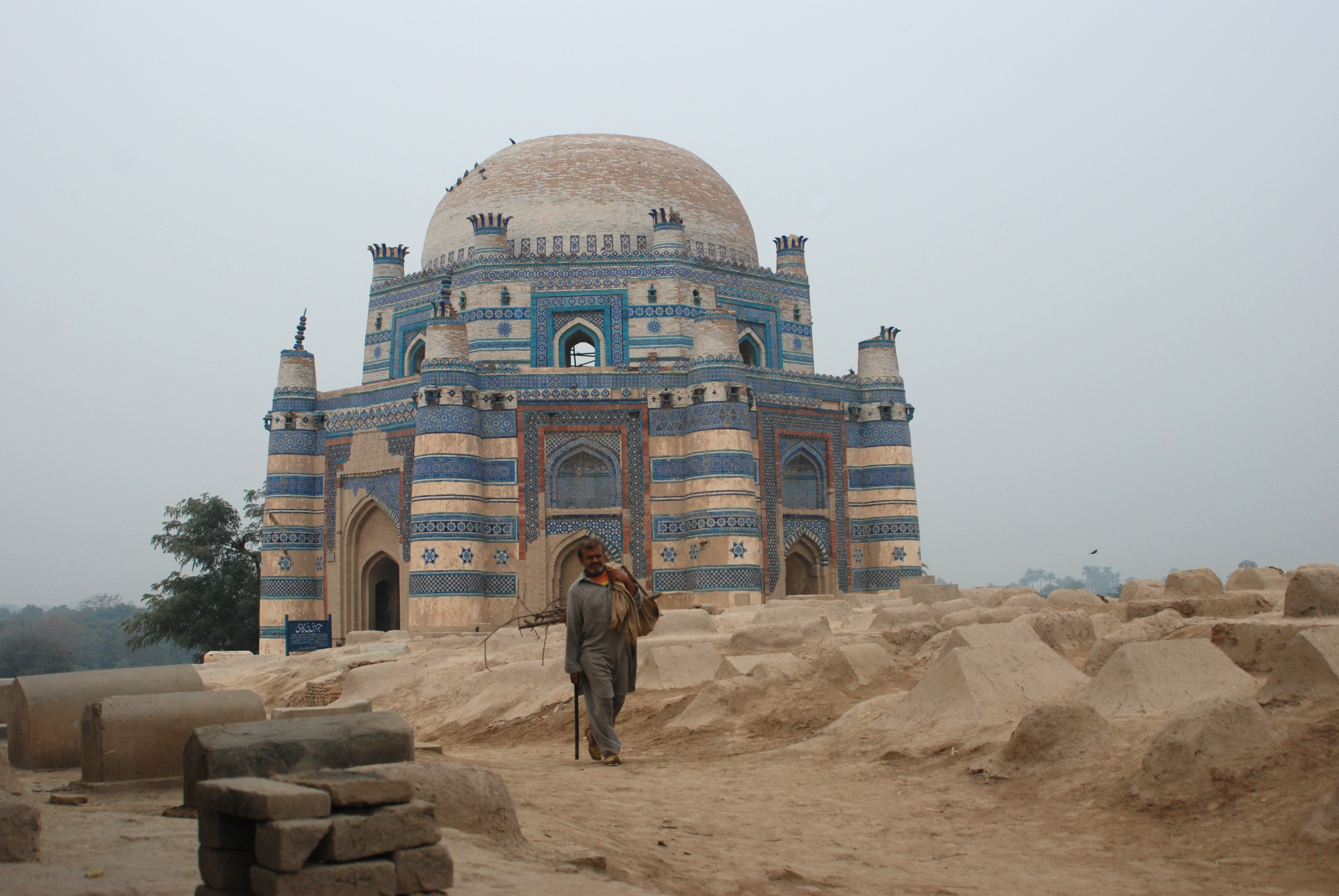
Tumba de Bibi Jawindi, 2013
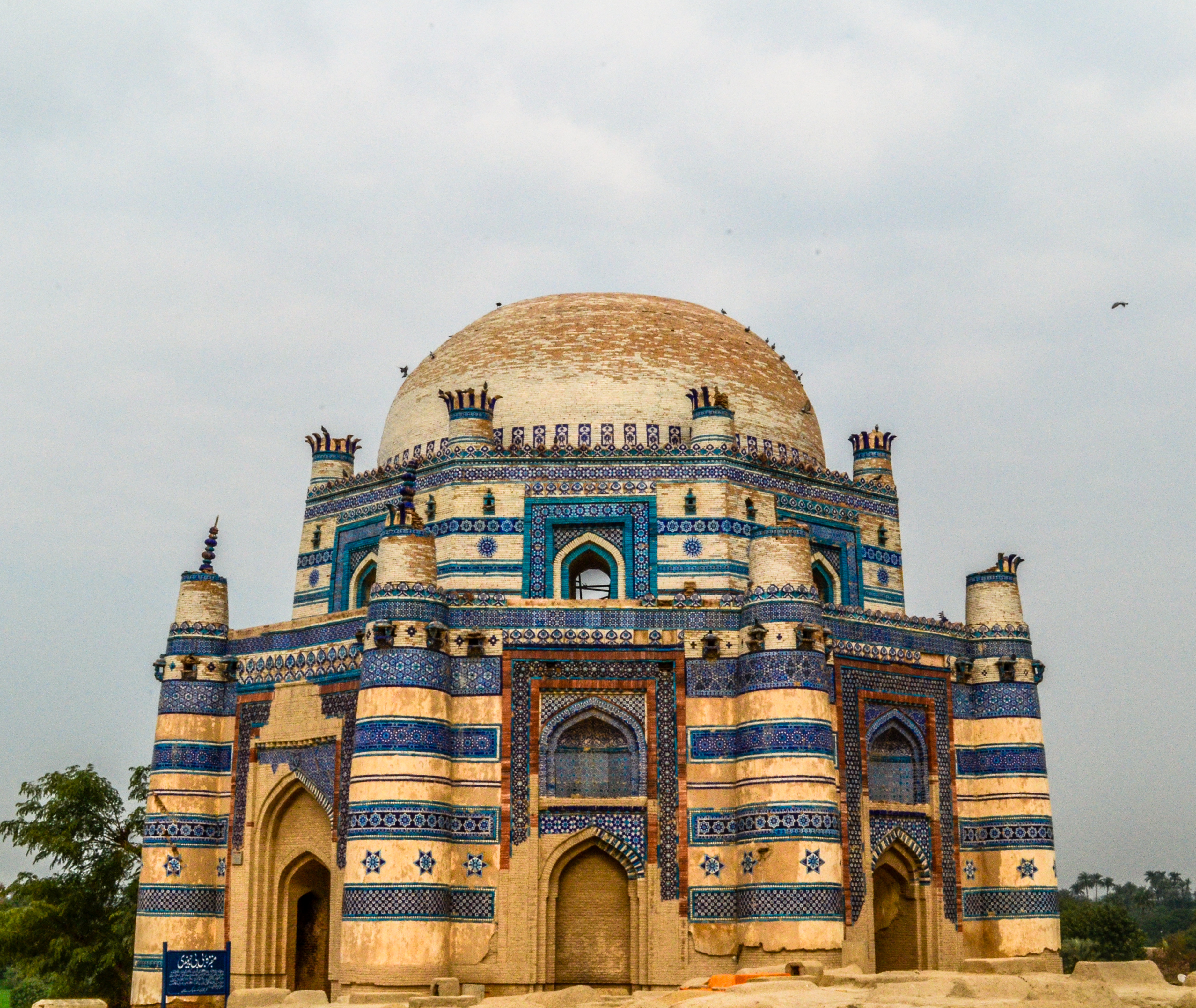
Muro frontal de la tumba